# Шарнирные черепахи
Шарнирные черепахи (лат. Cuora) — род черепах из семейства азиатских пресноводных черепах.
У черепах рода Cuora низкий или высокий куполообразный карапакс, имеющий обычно 3 киля. Окраска красноватая, желтоватая, коричневая, серая или чёрная. У некоторых видов есть яркие жёлтые, оранжевые, чёрные или белые полосы на голове, шее и панцире.
Обитают в Юго-Восточной Азии от Ассама на северо-восток до Японии и юго-восток до линии Уоллеса в Индонезии и на Филиппинах. Пресноводные черепахи, обитают в мелководных густозаросшых растительностью болотах, реках и запрудах, на краю которых проводят большую часть времени. В основном плотоядные, хотя большинство видов всеядные.

## Виды
В роде Cuora 17 видов:
- Cuora amboinensis — Амбоинская шарнирная черепаха[1]
- Cuora aurocapitata
- Cuora bourreti
- Cuora couro
- Cuora cyclornata
- Cuora flavomarginata
- Cuora galbinifrons — Индокитайская шарнирная черепаха[3]
- Cuora lineata
- Cuora mccordi
- Cuora mouhotii
- Cuora pani
- Cuora philippinensis
- Cuora picturata
- Cuora praschagi
- Cuora trifasciata — Трёхполосая шарнирная черепаха[1]
- Cuora yunnanensis
- Cuora zhoui